# Abendstern

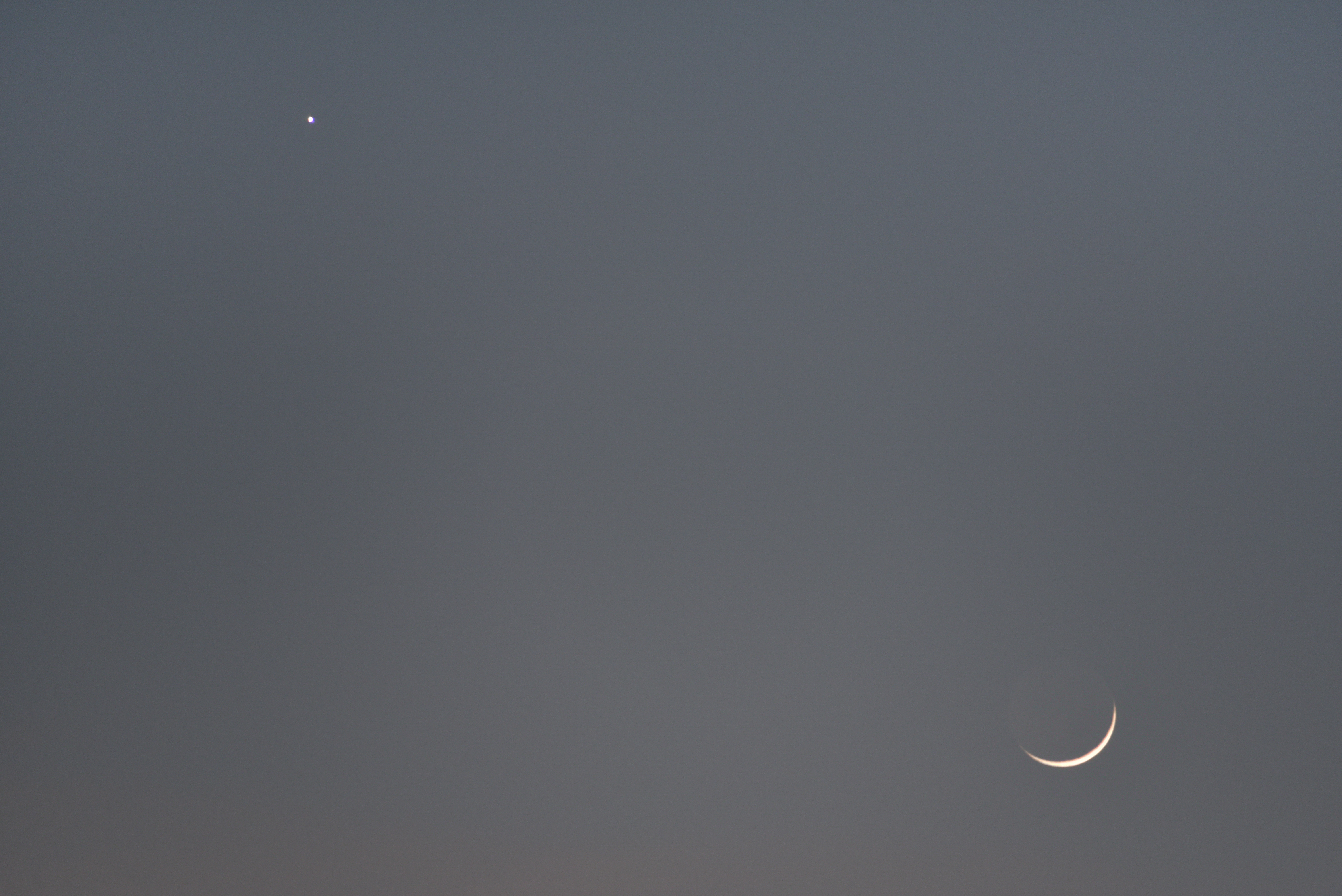
Venus als Abendstern und zunehmende Mondsichel bei Dämmerung

Als Abendstern wird das nach Sonnenuntergang hervortretende hellste Gestirn außer dem Mond bezeichnet, insbesondere der Planet Venus, wenn er am Abend sichtbar ist für etwa sieben Monate im 19-Monate-Zyklus. War Venus monatelang Abendstern, wandert sie einige Wochen lang – am Nachthimmel nicht sichtbar – vor der Sonne vorbei und wird dann für sechs bis sieben Monate Morgenstern, bevor sie hinter der Sonne vorbei wandert. Ihre Erscheinungszeit ist abhängig von der jeweiligen Position zur Sonne: als Abendstern bei östlicher, als Morgenstern bei westlicher Elongation (für aktuelle Stellungen siehe die Tabelle der Venuspositionen).
Morgenstern und Abendstern beziehen sich im Falle, dass der Planet Venus sichtbar ist, also auf das gleiche Wandelgestirn, was einstmals nicht bekannt war. In der griechischen Mythologie heißt der Abendstern Hesperos, ist dort aber weniger bedeutsam als der Morgenstern (Phosphoros). Auch nachdem die Identität beider Gestirne mit dem Planeten Venus offenbar geworden war, wurde in der Antike an der Trennung in zwei mythologische Wesen festgehalten.
Neben der Venus (maximale Magnitude −4,67 mag) kann auch der untere Planet Merkur (max. −1,9 mag) als Abend- und Morgenstern in Erscheinung treten, jedoch ist dies aufgrund seiner Nähe zur Sonne seltener der Fall und wenn, dann jeweils nur für maximal eine Stunde. Seine Helligkeit liegt im Idealfalle nur minimal über der des hellsten sichtbaren Fixsterns (Sirius A −1,46 mag) und auch deutlich unter der der äußeren Planeten Mars (max. −2,91 mag) und Jupiter (max. −2,94 mag), deren Sichtbarkeit nur temporär an den Zeitraum der Dämmerung gebunden ist und die bei zur Sonne entgegengesetztem Stand die gesamte Nacht über sichtbar sein können. Auch die Sichtbarkeit des Ringplaneten Saturn (max. −0,47 mag) ist nur temporär an die Dämmerung gebunden, und dann kann er allenfalls das hellste Gestirn sein, wenn keines der anderen genannten sichtbar ist.